# Yokohama
Yokohama (横浜市 Yokohama-shi) er en by i Japan. Byen ligger ved Tokyobugten på sydsiden af øen Honshū. Den har 3.757.630(2020) indbyggere og er den næststørste by i Japan. Yokohama ligger omkring 30 km syd for Tokyo og udgør en del af Stor-Tokyo, som omfatter Tokyobugten og forstaden Chiba. Den er hovedby i Præfekturet Kanagawa. Yokohama er en af Japans vigtigste havnebyer med en omfattende maskin-, bil-, og tekstilindustri.

## Geografi
Yokohama ligger på vestsiden af Tokyobugten omkring 30 km syd for Tokyo. Klimaet er mildt med en gennemsnitstemperatur på 16,6 °C med højeste og laveste temperaturer på henholdsvis 31,9 °C og 1,3 °C.

## Historie
Yokohama var en lille fiskerlandsby indtil slutningen af Edo-perioden i midten af det 19. århundrede. I den periode var Japan et meget lukket land med sparsom kontakt til omverdenen, ikke mindst til Vesten. I 1850'erne kom en amerikansk krigsflåde imidlertid til landet og forlangte, at det åbnede en række havne for handel. Flåden lagde da til i bugten lige syd for Yokohama. Det herskende Tokugawa-shogunat accepterede dette forlangende i 1853, og det blev først besluttet at åbne den travle Kanagawa-juku, der lå på forbindelsesvejen mellem Edo og Kyoto/Osaka. Imidlertid var shogunatet utrygt ved denne placering, og derfor blev der opført havnefaciliteter i den lille søvnige Yokohama i stedet. Denne havn åbnede 2. juni 1859.
Havnen blev snart knudepunktet for Japans udenrigshandel. Dette udmøntede sig blandt andet i etableringen af den første engelsksprogede avis i Japan, Japan Herald, der begyndte at udkomme i Yokohama i 1861. Udlændingene bosatte sig i et distrikt, der blev kaldt "Kannai" (inden for volden), idet det blev omgivet af en voldgrav. De fremmede opnåede diplomatisk beskyttelse såvel inden for som uden for voldgraven, hvilket dog gav en række praktiske problemer. Efter Meiji-restaurationen i 1868 blev havnen udvidet af hensyn til silkehandlen, hvor den vigtigste handelspartner var Storbritannien. Vestlig påvirkning nåede ofte Japan gennem Yokohama, som Japans første dagligt udsendte avis (1870) og landets første gasgadebelysning (1872). Samme år blev Japans første jernbaneforbindelse opført mellem Yokohama og Tokyo. 
I 1887 opførte britiske Samuel Cocking byens første kraftværk, der var kulbaseret. I første omgang var det til privat brug, men det blev grundlaget for byens elektricitetsværk. Byen opnåede selvstændige byrettigheder i 1889, og et årti senere blev den diplomatiske beskyttelse af udlændinge ophævet. På det tidspunkt var Yokohama den mest internationale by i Japan med udstrakte områder beboet af udlændinge. 
I begyndelsen af det 20. århundrede var byen præget af omfattende industrialisering. En lang række fabrikker blev opført, især i området mod nord i retning mod Kawasaki. Dette område fik efterhånden navnet Keihin. Den voksende industri bragte velstand til byen med en række velhavende handelsfamilier, der opførte fornemme beboelsesejendomme. Men samtidig virkede byen som magnet for den fattige landbefolkning, også fra Korea, der drog til byen for at arbejde i fabrikkerne, og de bosatte sig i området Kojiki-Yato, der blev et stort slumområde. 
1. september 1923 blev området ramt af et kraftigt jordskælv, hvorunder omkring 23.000 mennesker i byen omkom, og i dagene efter skælvet kom det til massakrer på koreanere i Kojiki-Yato som følge af rygter om sabotage mm. Dette førte til krigsretstilstand, der først blev ophævet 19. november samme år. Bygningsrester efter jordskælvet blev efterfølgende anvendt til landindvinding, og der blev opført parker på de nye landområder, bl.a. Yamashitaparken ved havnen, der åbnede i 1930.
Byen nåede at blive genopbygget, inden den under anden verdenskrig blev kraftigt bombet af over tredive amerikanske bombetogter. Især det store angreb 29. maj 1945 gjorde stor skade, idet 7-8.000 mennesker omkom, og omkring 1/3 af byen blev lagt i ruiner denne dag.
I årene efter krigen, hvor Japan var besat af amerikanske styrker fungerede Yokohama som en af de vigtigste transithavne for forsyninger og transport af amerikansk militærpersonnel. Det gjaldt ikke mindst under Koreakrigen. Efter besættelsens ophør flyttede de fleste amerikanske flådeaktiviteter til en base i Yokosuka lidt længere sydpå.
I 1956 opnåede byen storbyrettigheder, og byen har siden fortsat sin udvikling mod en moderne storby. Fra de senere år kan nævnes opførelsen af bydelen Minato Mirai 21, der ligger på indvundet land, indledt i 1983. Her blev afholdt en den store Yokohama Exotic Showcase i 1989, hvorunder en magnetsvævebane for første gang i landets historie blev demonstreret, lige som verdens daværende største pariserhjul blev taget i brug. I 1993 åbnede Japans højeste bygning, Yokohama Landmark Tower, og i 2002 fandt finalen i VM i fodbold sted på Nissan Stadion i byen.

## Økonomi
Byen er økonomisk velfunderet med betydende shipping-, bioteknologi- og halvlederbrancher. Nissan har meddelt, at den rykker sit hovedkvarter til Yokohama i 2010.

## Ledelse og administration
Byen består af atten distrikter. Byrådet består af 92 medlemmer, og den siddende borgmester er Hiroshi Nakada pr. 11. maj 2007.

## Fodnoter
1. ↑  横浜市史資料室：「横浜市のあゆみ」略年表（chronological-table）, hentet 28. juli 2017 (fra Wikidata).
2. 1 2  神奈川県の人口と世帯 - 神奈川県ホームページ, hentet 22. februar 2021 (fra Wikidata).
3. ↑  "Nissan To Create New Global and Domestic Headquarters in Yokohama City by 2010", Japan's Corporate News, 24. juni 2004